# Болотово (Рязанская область)
Болотово — деревня в Пронском районе Рязанской области. Входит в Тырновское сельское поселение

## География
Находится в юго-западной части Рязанской области на расстоянии приблизительно 6 км на север-северо-восток по прямой от районного центра города Пронск.

## История
Известна по местным данным с XVI века как Ларино или Ларинская. В 1859 году здесь (тогда деревня Балотово Пронского уезда Рязанской губернии) было учтено 34 двора, в 1897 – 62.

## Население
Численность населения: 344 человека (1859), 590 (1897), 23 (русские 100%) в 2002 году, 2 в 2010.